# Daganzo de Arriba
Daganzo de Arriba – miasto w Hiszpanii we wspólnocie autonomicznej Madryt na wschód od Madrytu. Liczy niespełna 9 000 mieszkańców. Znajduje się na wysokości 673 metrów nad poziomem morza. 